# Інституційний репозитарій
Інституційний репозитарій — електронний архів для тривалого зберігання, накопичення та забезпечення довготривалого та надійного відкритого доступу до результатів наукових досліджень, що проводяться в установі.

## Наповнення
Університетський інституційний репозитарій може містити наступні матеріали:
- наукові статті;
- автореферати дисертацій та дисертації;
- навчальні матеріали;
- книжки чи розділи книг;
- студентські роботи;
- матеріали конференцій;
- патенти;
- зображення, аудіо- та відео-файли;
- вебсторінки;
- комп'ютерні програми;
- статистичні матеріали;
- навчальні об'єкти;
- наукові звіти;

Основні особливості інституційного репозитарію:
- забезпечення відкритого доступу до результатів наукових досліджень, які проводяться в університеті, через самоархівування;
- доступ до наукових досліджень університету для світової спільноти;
- зосередження матеріалів в одному місці;
- збереження інших електронних матеріалів, в тому числі неопублікованих (т.з. «сіра» література), таких як дисертації та технічні звіти.

## Походження терміна
Поняття інституційний репозитарій має подвійне походження:
- Інституційні репозитарії частково пов'язані із питанням цифрової інтероперабельності, яка у свою чергу пов'язана з ініціативою відкритих архівів (OAI) та її протоколом для збору метаданих (OAI-PMH).
- Інституційні репозитарії частково пов'язані із поняттям електронної бібліотеки — тобто, збору, зберігання, класифікації, каталогізації і забезпечення доступу до цифрового контенту, аналогічні до функцій звичайних бібліотек.

## Особливості та переваги використання інституційного репозитарію
Згідно з даними DOAR, більшість інституційних репозитаріїв засновані на вільному програмному забезпеченні.
Переваги та вигоди використання інституційних репозитаріїв для наукових установ.
Використання та розвиток репозитарію вигідне для:
- науковця;
- наукового підрозділу;
- Університету в цілому.

Для кожного науковця
- підвищення індексу цитувань праць;
- постійне та тривале зберігання;
- збереження авторських прав.

Для наукового підрозділу:
- розповсюдження;
- зростання рівня цитованості;
- тривалість та постійність збереження.

Для Університету:
- підтримка наукової діяльності;
- підвищення якості наукової комунікації;
- підвищення рейтингу;
- відкритий доступ до досліджень.